# Edgerton (Missouri)
Edgerton – miasto w Stanach Zjednoczonych, w stanie Missouri, w hrabstwie Platte.